# Eugène Poppe
Eugène Poppe (Deventer, 19 oktober 1951) is een Nederlands, christelijk bestuurder. In het verleden was hij zeventien jaar werkzaam als adjunct-directeur bij Agapè Nederland en voorzitter bij Stichting Gave.

## Loopbaan
In 1987 werd Poppe leider van Agapè. Sinds 1973 was hij bij deze organisatie actief. Poppe heeft onder meer te kampen gehad met een miljoenenschuld, deze werd onder zijn leiding weggewerkt. Ook was hij de initiatiefnemer achter de Nationale Gebedsdag.
In 2002 vertrok Poppe bij Agapè om plaats te maken voor jongere leiders.
In 2004 richtte Poppe LeadershipDynamics op. Via deze stichting verzorgt hij trainingen, spreekbeurten en is hij actief als interim-manager en mentor.
Tevens is Poppe bestuurslid bij PurposeDriven Nederland waarbij hij het gedachtegoed van Rick Warren in Nederland uitdraagt, is hij voorzitter van de Baptistengemeente Veenendaal en betrokken bij De 4e Musketier, een mannenbeweging onder leiding van Henk Stoorvogel. Samen met laatstgenoemde heeft hij de boeken 'Geboren om te vliegen' (2009) en 'Groeien als een palm' (2013) geschreven.